# Мосс, Фрэнк (футболист, 1909)
Фрэнк Мосс (англ. Frank Moss; 5 ноября 1909 — 7 февраля 1970) — английский футбольный вратарь и футбольный тренер. Выступал за английские клубы «Престон Норт Энд», «Олдем Атлетик» и «Арсенал», а также за национальную сборную Англии. Также был главным тренером шотландского клуба «Харт оф Мидлотиан».

## Клубная карьера
Уроженец Лейленда (графство Ланкашир), Мосс начал футбольную карьеру в командах «Лосток Холл» и «Лейленд Моторз». В октябре 1927 года подписал любительский, а в феврале 1928 года — профессиональный контракт с клубом «Престон Норт Энд». Провёл за клуб 24 матча в сезоне 1928/29.
В мае 1929 года перешёл в «Олдем Атлетик» в качестве «дублёра» для Джека Хакинга. Сыграл за команду 29 матчей за полтора сезона.
В ноябре 1931 года стал игроком лондонского клуба «Арсенал», заплатившего за его переход 3000 фунтов. В последующие четыре сезона был основным вратарём «канониров», выиграв с командой три чемпионских титула подряд (в сезона 1932/33, 1933/34 и 1934/35). В сезоне 1931/32 помог «Арсеналу» дойти до финала Кубка Англии, в котором «канониры» проиграли клубу «Ньюкасл Юнайтед».
Мосс является единственным вратарём «Арсенала» в истории клуба, забившим гол в официальном матче. Это произошло 16 марта 1935 года в матче Первого дивизиона против «Эвертона», когда Мосс получил вывих левого плеча; замены в то время не были предусмотрены правилами. Место Мосса в воротах занял защитник Эдди Хэпгуд, а сам Фрэнк, получив медицинскую помощь, во втором тайме вернулся на поле, сыграв на левом фланге. На 70-й минуте он отличился забитым мячом; матч завершился победой «канониров» со счётом 2:0. Травма плеча оказалась серьёзной: в августе 1935 года Моссу провели операцию на плече, но в феврале 1936 года вратарь вновь получил вывих того же плеча, и летом 1937 года 27-летний Фрэнк Мосс был вынужден завершить карьеру игрока. В общей сложности он провёл за «Арсенал» 161 официальный матч.

## Карьера в сборной
14 апреля 1934 года дебютировал за национальную сборную Англии в матче против сборной Шотландии, который завершился победой англичан со счётом 3:0.
Всего сыграл в четырёх матчах сборной, в том числе — в знаменитой битве на «Хайбери», в которой англичане обыграли действующих чемпионов мира — сборную Италии.

#### Матчи за сборную Англии
| № | Дата           | Стадион                | Соперник     | Результат | Турнир             |
| - | -------------- | ---------------------- | ------------ | --------- | ------------------ |
| 1 | 14 апреля 1934 | «Уэмбли», Лондон       | Шотландия    | 3:0       | Домашний чемпионат |
| 2 | 10 мая 1934    | «Непштадион», Будапешт | Венгрия      | 1:2       | Товарищеский матч  |
| 3 | 16 мая 1934    | «Летна», Прага         | Чехословакия | 1:2       | Товарищеский матч  |
| 4 | 14 ноября 1934 | «Хайбери», Лондон      | Италия       | 3:2       | Товарищеский матч  |

## Тренерская карьера
После завершения карьеры игрока Мосс стал главным тренером шотландского клуба «Харт оф Мидлотиан» в марте 1937 года. В возрасте 28 лет он стал самым молодым главным тренером в истории клуба. В сезоне 1937/38 команда под его руководством заняла второе место в чемпионате. В 1940 году, когда официальные турниры в Великобритании были отменены из-за войны, Мосс покинул клуб и вернулся в Англию, но больше футболом не занимался.

## Достижения
Арсенал
- Чемпион Англии (3): 1932/33, 1933/34, 1934/35
- Финалист Кубка Англии: 1932
- Обладатель Суперкубка Англии: 1933